# Dusisiren

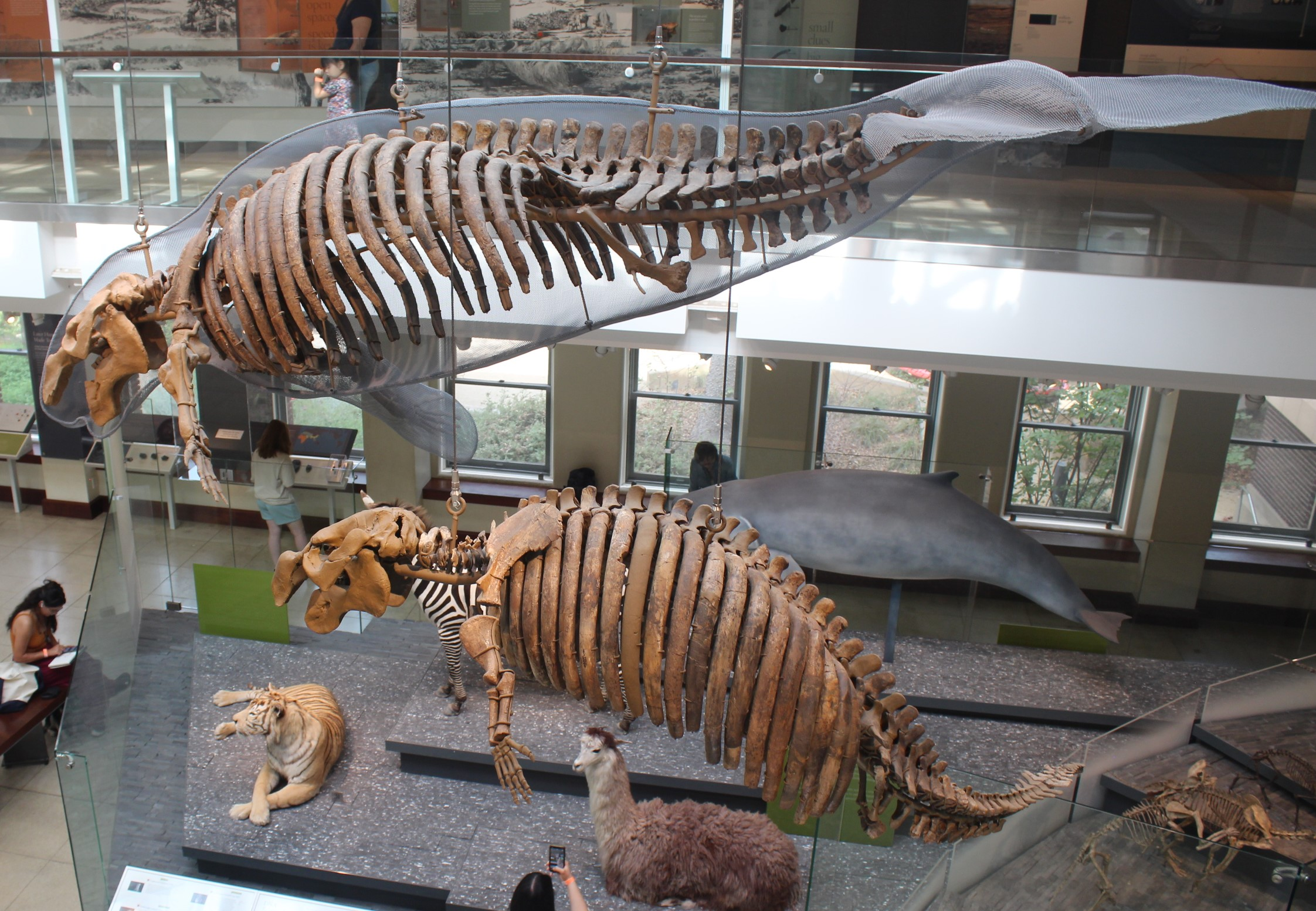
Scheletri fossili di Dusisiren jordani

Dusisiren è un genere estinto di Sirenio vissuto nel Miocene nell'Oceano Pacifico settentrionale.

## Tassonomia
L'animale è considerato l'anello di congiunzione tra il genere Metaxytherium, da cui si è evoluto, e il genere Hydrodamalis a cui appartiene la famosa Ritina di Steller (H. gigas) scoperta e poi cacciata dall'uomo fino all'estinzione nel '700.
La linea evolutiva che porta alla Ritina di Steller parte dal Metaxytherium, passando prima dal Dusisiren jordani poi dal D. dewana, per giungere infine a Hydrodamalis cuestae (vissuto alla fine del Miocene, 5 milioni di anni fa) che anticipa quella H. gigas. Un percorso durato 20 milioni di anni.
La specie D. jordani, scoperta nel 1925 ed attribuita inizialmente al genere Metaxytherium, viveva nelle zone della California e di Santa Cruz in Argentina in un periodo compreso tra 12 e 10 milioni di anni fa. Nel 1963 ne è stato ritrovato un esemplare particolarmente completo riposto sulla schiena, ad indicare che è stato sepolto subito dopo la morte prima dell'azione delle correnti e di predatori spazzini. L'animale, di cui si calcola che fosse anziano al momento della morte, presentava fratture ossee risanate in maniera imperfetta mentre era in vita: le fratture, riguardanti la dodicesima costola destra, lo sterno ed il rostro (parte anteriore del cranio), sembrano dovute ad un colpo proveniente da sotto, come se l'animale fosse stato trascinato contro le rocce da un'ondata. Il muso del Dusisiren era inclinato di 45° e presentava una dentatura con un numero di denti via via inferiore di specie in specie, dovuta all'assunzione di alghe morbide molto diffuse del medio Miocene.

### Specie riconosciute
Attualmente sono riconosciute quattro specie di Dusisiren:
- Dusisiren jordani (Kellogg, 1925) (specie tipo)[2]
- Dusisiren reinharti Domning, 1978[3]
- Dusisiren dewana Takahashi, Domning, and Saito, 1986[4]
- Dusisiren takasatensis Kobayashi, Horikawa, & Miyazaki, 1995[5]

## Paleobiologia
Lo studio del giapponese Kobayashi sull'evoluzione della mandibola e della mobilità del collo e della colonna vertebrale delle Hydrodamalinae, ci mostra come nelle specie D. dewana, D. takasatensis e Hydrodamalis spissa, la masticazione fosse già simile a quella della Ritina di Steller (con una superficie mandibolare di masticazione stretta e rettangolare). Il muscolo splenio del collo era invece sviluppato come nella specie D. jordani. La specie D. takasatensis, descritta da Kobayashi, presenta però alcune caratteristiche come il condilo occipitale ed il crinale sigmoideo più grandi della precedente specie D. dewana, indice di un movimento del collo più sviluppato e rafforzato. Il limitato numero di presenze di apofisi spinali nelle vertebre toraciche indica che i muscoli epiassiali erano poco sviluppati e, quindi, la mobilità della colonna vertebrale era dolce. Questi animali devono aver nuotato in un ambiente tranquillo a differenza delle specie più primitive come D. jordani.